# Sommet de l'OTAN de 2023
Le sommet de Vilnius de 2023 est un sommet de l'OTAN qui se déroule les 11 et 12 juillet 2023 à Vilnius, la capitale de la Lituanie. Le sommet a été officiellement proposé lors du sommet de Madrid de 2022 et ses dates ont été fixées au 9 novembre 2022,. Lors du sommet, les dirigeants mondiaux doivent discuter de l'invasion russe de l'Ukraine ainsi que des adhésions potentielles de l'Ukraine et de la Suède à l'OTAN.

## Avant-plan
Le sommet se tient dans le contexte de l'invasion russe de l'Ukraine. Dans son discours de janvier 2023 devant le parlement lituanien, le président ukrainien Volodymyr Zelensky a qualifié le sommet de fatidique. L'Ukraine a exprimé le souhait d'être officiellement invitée à l'OTAN lors du sommet de Vilnius. Au 8 juillet 2023, 24 États membres avaient officiellement déclaré leur soutien à l'adhésion de l'Ukraine à l'OTAN,. Avant le sommet, le 4 juillet 2023, l'ancienne présidente lituanienne Dalia Grybauskaitė a critiqué les dirigeants occidentaux qui n'ont pas réussi à empêcher l'agression russe et a déclaré que le refus d'inviter l'Ukraine à l'OTAN serait une erreur.
À la suite de l'adhésion de la Finlande à l'OTAN début 2023, de nombreux États membres de l'OTAN s'attendaient à ce que la Turquie et la Hongrie achèvent le processus de ratification et autorisent l'adhésion de la Suède avant le sommet. Cependant, en raison des objections turques, la probabilité de succès reste incertaine.
L'Australie, le Japon, la Nouvelle-Zélande et la Corée du Sud participeront au sommet pour renforcer leurs liens avec l'OTAN en raison des tensions croissantes avec la Chine et la Russie,.

## Sécurité
Selon un représentant du Service de protection des dignitaires de Lituanie, 40 dignitaires et jusqu'à 150 autres hauts fonctionnaires assisteront au sommet et auront besoin d'une protection personnelle. Pour assurer la sûreté et la sécurité de l'événement, la Lituanie déploie environ 1 500 policiers, dont l'unité antiterroriste ARAS et le Bureau de la police criminelle, ainsi que plus de 3 000 soldats des Forces armées lituaniennes. De plus, des policiers lettons et polonais contribuent à assurer la sécurité, tandis qu'environ 1 000 soldats des États de l'OTAN se joignent au contingent, y compris les forces spéciales polonaises pour aider la force d'opérations spéciales lituanienne,. Au total, jusqu'à 12 000 officiers et soldats sont mobilisés.
En plus du personnel de sécurité, l'Espagne aurait temporairement déplacé son système de défense aérienne NASAMS de sa position à long terme en Lettonie vers Vilnius, en plus des propres systèmes NASAMS de la Lituanie. De même, les Forces armées allemandes ont déployé leur système de défense aérienne à longue portée MIM-104 Patriot, en le plaçant à l'aéroport international de Vilnius,. L'OTAN a envoyé des navires de guerre supplémentaires en mer Baltique. La force opérationnelle CBRN a également été déployée.

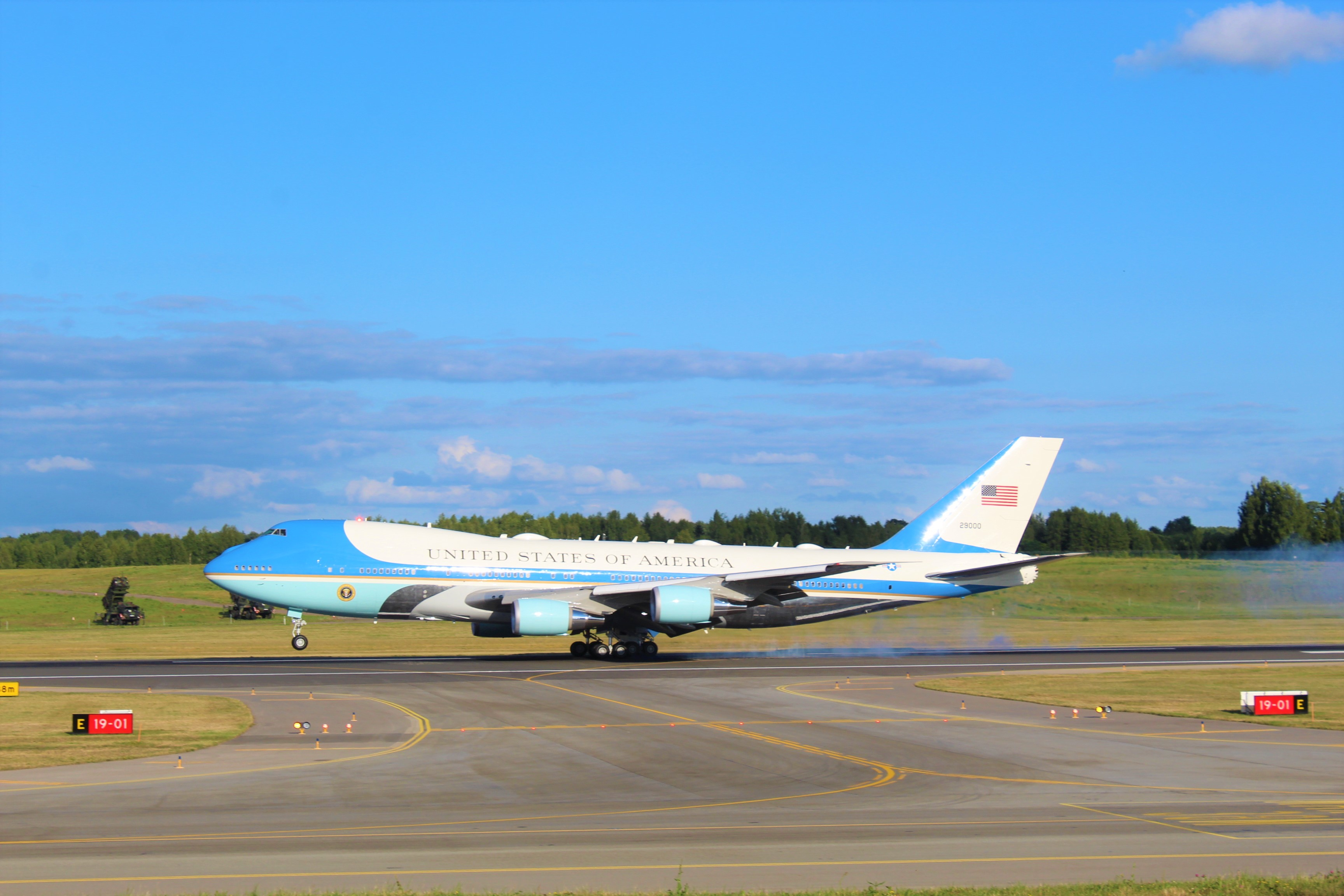
Air Force One à l'atterrissage à l'aéroport international de Vilnius. Les missiles de défense sol-air MIM-104 Patriot sont visibles à l'arrière-plan.

Le service des gardes-frontières de l'État lituanien a annoncé que du 7 au 13 juillet, le contrôle aux frontières intérieures l'espace Schengen sera rétabli aux points de contrôle frontaliers de la Lituanie avec la Lettonie et la Pologne, ainsi que dans ses aéroports et ses ports maritimes. Pendant toute la durée de l'événement, ainsi que les jours précédant et suivant l'événement, de nombreuses restrictions de circulation ont été annoncées par la municipalité de Vilnius, notamment la fermeture de l'intégralité de la vieille ville de Vilnius et de nombreuses parties du centre-ville aux véhicules. De plus, du 11 au 12 juillet, tous les vols au-dessus de Vilnius et de l'espace aérien environnant seront interdits et les vols réguliers au départ de l'aéroport de Vilnius seront suspendus. Selon un représentant des aéroports lituaniens, les deux autres aéroports civils de Lituanie — l'aéroport de Kaunas et l'aéroport de Palanga — continueront de fonctionner mais pourraient subir des retards.

## Sommet
Le président américain Joe Biden et un certain nombre d'autres dirigeants ont commencé à arriver à Vilnius lundi, la veille du sommet. Dans la soirée, le secrétaire général Jens Stoltenberg a organisé une rencontre entre le président turc Recep Tayyip Erdoğan et le Premier ministre suédois Ulf Kristersson. Après plusieurs heures de négociations, Stoltenberg a annoncé qu'Erdoğan avait accepté de débloquer l'adhésion suédoise à l'OTAN et d'assurer la ratification dès que possible.
Stoltenberg a déclaré que l'Ukraine ne deviendra pas membre de l'OTAN tant que la guerre russo-ukrainienne se poursuivra et que le sommet n'était pas censé être une invitation formelle à rejoindre l'OTAN, bien que les pays restent divisés sur la question de savoir si l'Ukraine devrait pouvoir rejoindre après la guerre se termine. Le président ukrainien Volodymyr Zelenskyy a déclaré qu'il souhaitait que l'OTAN permette à l'Ukraine d'adhérer dès que possible après la fin de la guerre. Cependant, d'autres nations craignaient qu'une telle admission rapide de l'Ukraine à l'OTAN puisse potentiellement augmenter l'agression russe et faire durer la guerre encore plus loin. Stoltenberg a également déclaré qu'il s'attend à ce que le sommet crée un programme d'aide à long terme sur plusieurs années pour l'Ukraine : « Nous avons déjà promis 500 millions d'euros (548 millions de dollars) pour les besoins critiques, y compris le carburant, les fournitures médicales, le déminage équipements et ponts flottants. Nous contribuerons également à la construction du secteur ukrainien de la sécurité et de la défense, y compris avec des hôpitaux militaires. Et nous aiderons l'Ukraine à passer de l'ère soviétique à l'équipement et aux normes de l'OTAN ».

## Participants
- Invité non membre de l'OTAN
- • : Pays hôte

| Pays / Organisation | Représentant         | Fonction                                  | Réf.   |
| ------------------- | -------------------- | ----------------------------------------- | ------ |
| OTAN                | Jens Stoltenberg     | Secrétaire général                        | [ 26 ] |
| Albanie             | Edi Rama             | Premier ministre                          | [ 27 ] |
| Allemagne           | Olaf Scholz          | Chancelier fédéral                        | [ 28 ] |
| Allemagne           | Annalena Baerbock    | Ministre des Affaires étrangères          |        |
| Allemagne           | Boris Pistorius      | Ministre de la Défense                    |        |
| Australie           | Anthony Albanese     | Premier ministre                          | ,      |
| Belgique            | Alexander De Croo    | Premier ministre                          |        |
| Bulgarie            | Nikolai Denkov       | Premier ministre                          | [ 31 ] |
| Canada              | Justin Trudeau       | Premier ministre                          | [ 32 ] |
| Corée du Sud        | Yoon Suk Yeol        | Président                                 | ,      |
| Croatie             | Zoran Milanović      | Président                                 | [ 34 ] |
| Danemark            | Mette Frederiksen    | Première ministre                         | [ 35 ] |
| Espagne             | Pedro Sánchez        | Président du gouvernement                 |        |
| Estonie             | Kaja Kallas          | Première ministre                         | [ 36 ] |
| États-Unis          | Joe Biden            | Président                                 | [ 37 ] |
| États-Unis          | Antony Blinken       | Secrétaire d'État                         | [ 38 ] |
| États-Unis          | Lloyd Austin         | Secrétaire à la Défense                   |        |
| Finlande            | Sauli Niinistö       | Président                                 | [ 39 ] |
| France              | Emmanuel Macron      | Président                                 | ,      |
| France              | Catherine Colonna    | Ministre des Affaires étrangères          |        |
| France              | Sébastien Lecornu    | Ministre des Armées                       |        |
| Géorgie             | Ilia Dartchiachvili  | Ministre des Affaires étrangères          | [ 41 ] |
| Grèce               | Kyriakos Mitsotakis  | Premier ministre                          | [ 42 ] |
| Hongrie             | Victor Orbán         | Premier ministre                          |        |
| Islande             | Katrín Jakobsdóttir  | Première ministre                         |        |
| Italie              | Giorgia Meloni       | Présidente du Conseil des ministres       |        |
| Japon               | Fumio Kishida        | Premier ministre                          | ,      |
| Lettonie            | Krišjānis Kariņš     | Premier ministre                          | [ 44 ] |
| Lituanie •          | Gitanas Nausėda      | Président de la République                |        |
| Luxembourg          | Xavier Bettel        | Premier ministre                          | [ 45 ] |
| Macédoine du Nord   | Stevo Pendarovski    | Président                                 |        |
| Monténégro          | Jakov Milatović      | Président                                 |        |
| Norvège             | Jonas Gahr Støre     | Premier ministre                          | [ 46 ] |
| Nouvelle-Zélande    | Chris Hipkins        | Premier ministre                          | ,      |
| Pays-Bas            | Mark Rutte           | Premier ministre                          |        |
| Pays-Bas            | Wopke Hoekstra       | Ministre des Affaires étrangères          |        |
| Pays-Bas            | Kajsa Ollongren      | Ministre de la Défense                    |        |
| Pologne             | Andrzej Duda         | Président                                 | [ 47 ] |
| Portugal            | António Costa        | Premier ministre                          | [ 48 ] |
| Roumanie            | Klaus Iohannis       | Président                                 | [ 49 ] |
| Royaume-Uni         | Rishi Sunak          | Premier ministre                          | [ 50 ] |
| Royaume-Uni         | James Cleverly       | Secrétaire d'État aux Affaires étrangères |        |
| Royaume-Uni         | Ben Wallace          | Secrétaire d'État à la Défense            |        |
| Slovaquie           | Zuzana Čaputová      | Présidente                                |        |
| Slovénie            | Robert Golob         | Président du gouvernement                 | [ 51 ] |
| Suède               | Ulf Kristersson      | Premier ministre                          |        |
| Tchéquie            | Petr Pavel           | Président                                 |        |
| Turquie             | Recep Tayyip Erdoğan | Président                                 | [ 42 ] |
| Ukraine             | Volodymyr Zelensky   | Président                                 | [ 52 ] |
| Union européenne    | Charles Michel       | Président du Conseil européen             |        |
| Union européenne    | Ursula von der Leyen | Présidente de la Commission européenne    |        |